# Сичов Олександр Миколайович
Олександр Миколайович Сичов (біл. Аляксандр Мікалаевіч Сычоў) (1951) — білоруський дипломат. Постійний представник Республіки Білорусь в ООН (1994—2000). Заступник Міністра закордонних справ Республіки Білорусь (2000—2005).

## Життєпис
У 1978 році закінчив Московський державний інститут міжнародних відносин. 
У 1978 році працював у Академії наук БРСР. На дипломатичній службі з 1979 року. З 13 січня 1994 був Постійним представником Республіки Білорусь при Організації Об'єднаних Націй.
11 серпня 2000 — призначений заступником Міністра закордонних справ Республіки Білорусь.
З 18 лютого 2005 по 26 серпня 2011 рр. — Надзвичайний і Повноважний Посол Республіки Білорусь в Австрійській Республіці та Постійний представник Республіки Білорусь при міжнародних організаціях у Відні.

## Нагороди та відзнаки
- Почесна грамота Національних зборів Республіки Білорусь (25.09.2006)[5]
- Почесна грамота Ради Міністрів Республіки Білорусь (1.09.2011)[6].